# Gesundheit Nord
Gesundheit Nord (GeNo) ist ein gemeinnütziger Verbund aus kommunalen Kliniken in der Stadt Bremen. Der Klinikverbund gehört zu den wichtigsten Arbeitgebern im Bundesland Freie Hansestadt Bremen.

## Geschichte
Ab Februar 2014 wurde durch Beschluss des Senats die Gesellschaftsstruktur der GeNo so geändert, dass die vier Kliniken bis spätestens August 2014 ihre rechtliche Selbständigkeit als GmbHs aufgeben und unter der GeNo zu einem Unternehmen vereinigt werden. Der Verbund versorgt damit rund 200.000 Patienten in 51 Fachabteilungen (Kliniken, Zentren etc.) mit rund 2500 Betten und mit rund 7000 Beschäftigten (= 4290 Vollbeschäftigte)
Mitte Mai 2018 beschloss der Bremer Senat dem angeschlagenen Klinikverbund Gesundheit Nord (GeNo) über einen Nachtragshaushalt für 2018 und 2019 mit insgesamt rund 205 Millionen Euro finanziell zu unterstützen. Dabei sollen zwei anstehende Darlehen von der Stadtgemeinde Bremen verlängert werden und das Eigenkapital aufstocken.

## Standorte
Sämtliche Kliniken sind entweder Häuser der Schwerpunktversorgung oder der Maximalversorgung. Sie verteilen sich auf das gesamte Bremer Stadtgebiet. Dem Klinikverbund gehören an
- Klinikum Bremen-Mitte in der Sankt-Jürgen-Straße mit 21 Fachabteilungen
- Klinikum Links der Weser im Ortsteil Kattenturm mit 10 Fachabteilungen
- Klinikum Bremen-Nord im Stadtteil Blumenthal mit 8 Fachabteilungen
- Klinikum Bremen-Ost im Stadtteil Osterholz, Züricher Straße, mit 12 Fachabteilungen, auch Standort einer großen Psychiatrie.

Die beteiligten Kliniken sind Lehrkrankenhäuser der Universität Göttingen. Die Gesundheit Nord bemühte sich zeitweilig um eine Übernahme des Ende 2008 insolventen Martins-Krankenhauses Lilienthal, das aber mittlerweile von einem anderen Träger übernommen wurde.